# Хетум I
Хетум I (Гетум, Гайтон, Хайтон, арм. Հեթում Ա; 1213 — 28 октября 1270) — царь Киликийской Армении с 1226 года, основатель династии Хетумидов. Сын Константина Пайла, двоюродного брата царя Левона II. Правил страной в течение 45 лет. Время его царствования считается периодом расцвета культуры Киликийской Армении. В 1270 году он отрёкся от престола в пользу своего сына Левона и остаток жизни провёл в монастыре, где умер 28 октября 1270 года.

## Восшествие на престол
У Левона II, последнего царя из династии Рубенидов, не было сыновей, поэтому после его смерти царём должен был стать муж его дочери Изабеллы (или Забел). Регентский совет во главе со спарапетом (военачальником) Константином Пайлом выдал в 1221 году шестилетнюю Изабеллу за сына Боэмунда IV Антиохийского Филиппа, который, таким образом, был возведён на царство. Однако Филипп нарушил своё обещание править в соответствии с армянскими обычаями, стал привлекать на службу латинян, вывозить ценности из Киликии в Антиохию. В 1225 году Филипп был схвачен и убит.
Константин Пайл уговорил католикоса выдать дочь Левона II за своего сына Хетума. 14 июня 1226 года Хетум женился на Изабелле и сделался её соправителем, положив начало династии Хетумидов. Для того, чтобы показать законность новой династии, всем трём сыновьям Хетума I и Изабеллы были даны обычные для Рубенидов имена — Левон, Торос, Рубен.

## Начало правления
До совершеннолетия Хетума и Изабеллы регентом оставался Константин Пайл. Большую роль в управлении государством играли братья Хетума: Смбат был главнокомандующим войсками (гундстабль, или спарапет) и первым помощником царя, а Левон — высшим чиновником двора.

## Союз с монголами
Летом 1243 года монголы разгромили при Кёсе-даге войско конийского султана Кей-Хосрова II. Хетум I, благоразумно не оказавший поддержки Кей-Хосрову, отправил в Кайсери к монгольскому военачальнику Байджу посольство во главе со своим отцом Константином Пайлом и братом Смбатом Спарапетом. По договору, заключённому между сторонами, армяне обязались снабжать монгольское войско продовольствием и поставлять нужное количество войск для участия в походах; в свою очередь, монгольское командование признавало суверенитет Киликийского царства и обещало оказывать вооружённую помощь армянам в случае нападения на них соседних государств. Этот договор был выгоден как Киликии, так и Байджу, которому были необходимы союзники в регионе, весьма удалённом от Монголии. В качестве подтверждения дружественных намерений киликийцев Байджу потребовал от Хетума выдачи семьи султана Кей-Хосрова, нашедшей убежище в Киликийском царстве. Хетум был вынужден принять это условие.
В обстановке хаоса, охватившего султанат в результате монгольского вторжения, появился самозванец, объявивший себя сыном покойного султана Ала ад-Дина Кей-Кубада I. С 20 тысячами своих сторонников он двинулся к Киликии, но был разбит Костандином, братом царя Хетума.
Развивая дипломатические отношения с монголами, Смбат в 1246—1248 годах совершил путешествие в их столицу — Каракорум. Согласно сведениям Григора Акнерци (Магакии), каан Гуюк пожаловал его землёй и ленными владениями и дал «великий ярлык и золотые пайцзы», а по Киракосу, «Смбату дали охранные грамоты на многие области и крепости, которые раньше принадлежали царю Левону, но после его смерти были отняты у армян султаном Рума Ала ад-дином».
В 1253 году, незадолго до крупномасштабного монгольского вторжения на Ближний Восток, Хетум сам отправился в Монголию. 13 сентября 1254 года он достиг Каракорума и вскоре был принят кааном Мункэ, давшим ему «ярлык, воспрещавший притеснять Хетума и его царство, и грамоту, даровавшую повсеместную свободу церквам».

## Семья
жена: Забел
8 детей:
- Евфимия (? — 1309)

м. — Жюльен Гренье
- Мария (? — 1310)

м. — Ги Ибелин
- Сибилла (? — 1290)

м. — Боэмунд VI
- Левон III (коронованный как Левон II) (1236—1289) — король Киликии

ж. — Керан
- Торос (1244 — 24 августа 1266)
- Рита I (? — ?)

м. — Констандин
- Изабелла (? — 1268/69)
- Васак — умер в младенчестве